# Communauté de communes de la Vallée de Chamonix-Mont-Blanc
Die Communauté de communes de la Vallée de Chamonix-Mont-Blanc ist ein französischer Gemeindeverband mit Rechtsform einer Communauté de communes im Département Haute-Savoie, dessen Verwaltungssitz sich in dem Ort Chamonix-Mont-Blanc befindet. Er besteht aus den vier Gemeinden des oberen Arve-Tals auf der Nordseite der Mont-Blanc-Gruppe und grenzt im Nordosten an die Schweiz sowie im Südosten an Italien. Der Gemeindeverband entstand Ende 2009 und folgte auf eine 1966 begonnene Zusammenarbeit zwischen den Gemeinden. Er zählt 13.759 Einwohner (Stand 2022) auf einer Fläche von 217,64 km², sein Präsident ist Eric Fournier.

## Aufgaben
Zu den vorgeschriebenen Kompetenzen gehören die Entwicklung und Förderung wirtschaftlicher Aktivitäten und des Tourismus sowie die Raumplanung auf Basis eines Schéma de Cohérence Territoriale. Der Gemeindeverband bestimmt die Wohnungsbaupolitik und die Politik zur Vermeidung von Luftschadstoffen. Er betreibt er die Abwasserentsorgung (teilweise), die Müllabfuhr und ‑entsorgung sowie den öffentlichen Nahverkehr. Zusätzlich baut und unterhält der Verband Kultur- und Sporteinrichtungen.

## Mitgliedsgemeinden
Folgende vier Gemeinden gehören der Communauté de communes de la Vallée de Chamonix-Mont-Blanc an:
| Gemeinde                                                   | Einwohner 1. Januar 2022 | Fläche km² | Dichte Einw./km² | Code INSEE | Postleitzahl |
| ---------------------------------------------------------- | ------------------------ | ---------- | ---------------- | ---------- | ------------ |
| Chamonix-Mont-Blanc                                        | 8.673                    | 116,53     | 74               | 74056      | 74400        |
| Les Houches                                                | 3.529                    | 43,07      | 82               | 74143      | 74310        |
| Servoz                                                     | 1.125                    | 13,47      | 84               | 74266      | 74310        |
| Vallorcine                                                 | 432                      | 44,57      | 10               | 74290      | 74660        |
| Communauté de communes de la Vallée de Chamonix-Mont-Blanc | 13.759                   | 217,64     | 63               | –          | –            |